# Ли Чхан Мён
Ли Чхан Мён (хангыль: 리창명; 2 января 1947) — северокорейский футболист, вратарь, участник чемпионата мира 1966 года.

## Карьера

### В сборной
Ли Чхан Мён дебютировал в сборной КНДР незадолго до начала чемпионата мира 1966 года. Он принял участие в отборочных матчах с Австралией, а позже, на чемпионате защищал ворота во всех четырёх встречах своей команды.
 Ли Чхан Мён был самым молодым игроком в составе сборной КНДР (на момент начала турнира ему было всего 19 лет). Несмотря на его старания, девять пропущенных мячей в четырёх играх (пять из них Ли пропустил в четвертьфинальной игре с португальцами) не дали сборной КНДР продвинуться дальше четвертьфинала.

Ли также принял участие в отборочных матчах к чемпионату мира 1974 против сборных Ирана, Кувейта и Сирии.
| Матчи и пропущенные голы Ли Чхан Мёна за сборную КНДР | Матчи и пропущенные голы Ли Чхан Мёна за сборную КНДР | Матчи и пропущенные голы Ли Чхан Мёна за сборную КНДР | Матчи и пропущенные голы Ли Чхан Мёна за сборную КНДР | Матчи и пропущенные голы Ли Чхан Мёна за сборную КНДР | Матчи и пропущенные голы Ли Чхан Мёна за сборную КНДР | Матчи и пропущенные голы Ли Чхан Мёна за сборную КНДР |
| ----------------------------------------------------- | ----------------------------------------------------- | ----------------------------------------------------- | ----------------------------------------------------- | ----------------------------------------------------- | ----------------------------------------------------- | ----------------------------------------------------- |
| №                                                     | Дата                                                  | Место проведения                                      | Соперник                                              | Счёт                                                  | Голы                                                  | Турнир                                                |
| 1                                                     | 21 ноября 1965                                        | Пномпень, Камбоджа                                    | Австралия                                             | 6:1                                                   | 1                                                     | Отбор к ЧМ-1966 (стыковой матч)                       |
| 2                                                     | 24 ноября 1965                                        | Пномпень, Камбоджа                                    | Австралия                                             | 3:1                                                   | 1                                                     | Отбор к ЧМ-1966 (стыковой матч)                       |
| 3                                                     | 12 июля 1966                                          | Мидлсбро, Англия                                      | СССР                                                  | 0:3                                                   | 3                                                     | Чемпионат мира 1966                                   |
| 4                                                     | 15 июля 1966                                          | Мидлсбро, Англия                                      | Чили                                                  | 1:1                                                   | 1                                                     | Чемпионат мира 1966                                   |
| 5                                                     | 19 июля 1966                                          | Мидлсбро, Англия                                      | Италия                                                | 1:0                                                   | -                                                     | Чемпионат мира 1966                                   |
| 6                                                     | 23 июля 1966                                          | Ливерпуль, Англия                                     | Португалия                                            | 3:5                                                   | 5                                                     | Чемпионат мира 1966                                   |
| 7                                                     | 4 мая 1973                                            | Тегеран, Иран                                         | Иран                                                  | 0:0                                                   | -                                                     | Отбор к ЧМ-1974                                       |
| 8                                                     | 6 мая 1973                                            | Тегеран, Иран                                         | Сирия                                                 | 1:1                                                   | 1                                                     | Отбор к ЧМ-1974                                       |
| 9                                                     | 8 мая 1973                                            | Тегеран, Иран                                         | Кувейт                                                | 0:0                                                   | -                                                     | Отбор к ЧМ-1974                                       |
| 10                                                    | 11 мая 1973                                           | Тегеран, Иран                                         | Иран                                                  | 1:2                                                   | 2                                                     | Отбор к ЧМ-1974                                       |
| 11                                                    | 13 мая 1973                                           | Тегеран, Иран                                         | Сирия                                                 | 3:0                                                   | -                                                     | Отбор к ЧМ-1974                                       |
| 12                                                    | 15 мая 1973                                           | Тегеран, Иран                                         | Кувейт                                                | 0:2                                                   | 2                                                     | Отбор к ЧМ-1974                                       |

Итого: 12 матчей / 16 пропущенных голов; 4 победы, 4 ничьих, 4 поражения.